# Гастрафет
Гастрафет је оружје из античког периода, специјализовано за испаљивање стрела или пројектила. Његова конструкција је слична луку, али је био већи и снажнији.
Користио је систем напетости, слично као код лука, али са већом снагом. Механизам омогућавао је веће растојање и већи утицај пројектила при испаљивању. Састојао се од великих дрвених или металних делова, са дугом осовином и механизмом за напетост. 
Гастрафет је био коришћен у античким ратовима, нарочито у Грчкој и Риму, и био је важан део античке војне технологије, али, са развојем нових врста оружја, постао је мање коришћен у каснијим периодима.